# Samaki Walker
Samaki Ijuma Walker, född 25 februari 1976 i Columbus i Ohio, är en amerikansk före detta professionell basketspelare (PF) som tillbringade tio säsonger (1996–2006) i den nordamerikanska basketligan National Basketball Association (NBA), där han spelade för Dallas Mavericks, San Antonio Spurs, Los Angeles Lakers, Miami Heat, Washington Wizards och Indiana Pacers.
Under sin NBA-karriär gjorde Walker 2 376 poäng (5,3 poäng per match), 252 assists samt 2 089 rebounds, räddningar från att bollen ska hamna i nätkorgen, på 445 grundspelsmatcher.
Han var med och vinna NBA-mästerskapet, tillsammans med Los Angeles Lakers, för säsongen 2001–2002.
Walker spelade också som proffs i Kina, Libanon, Ryssland, Sydkorea och Syrien.
Han draftades av Dallas Mavericks i första rundan i 1996 års draft som nionde spelare totalt.
Innan Walker blev proffs studerade han vid University of Louisville och spelade för deras idrottsförening Louisville Cardinals.
Han är far till Jabari Walker.